# Tour de França de 1920
El Tour de França de 1920 fou la catorzena edició del Tour de França i es disputà entre el 27 de juny i el 27 de juliol de 1920, sobre un recorregut de 5.503 km, distribuïts en 15 etapes. La cursa fou guanyada pel belga Philippe Thys a una velocitat mitjana de 24,072 kilòmetres per hora, sent aquest el primer ciclista en guanyar el Tour de França tres vegades. Els ciclistes belgues dominaren aquesta edició, amb 12 de les 15 etapes guanyades i els set primers classificats de la general final.

## Participants
Fins a 138 ciclistes es van inscriure per disputar aquesta edició del Tour de França, dels quals 113 van prendre part en la primera etapa. Els ciclistes foren dividits en dues categories. En la primera categoria hi havia 31 ciclistes i en la segona 82.
Els principals favorits a la victòria final eren Eugène Christophe, Louis Mottiat, Philippe Thys, Gaetano Belloni, Jean Alavoine i Henri Pélissier.
Per primera vegada un ciclista català, Jaume Janer, pren part en el Tour de França, el qual hagué d'abandonar en el decurs de la 5a etapa, entre Les Sables d'Olonne i Baiona.

## Canvis respecte a l'edició anterior
El Tour de França de 1919 havia estat l'edició més difícil de totes les disputades fins aleshores a conseqüència de la proximitat de la Primera Guerra Mundial, la qual havia deixat les carreteres en un estat lamentable i havia impedit als ciclistes preparar-se a consciència. El 1920 les coses estaven tornant a la normalitat, tot i que la velocitat mitjana de la cursa fou sols una mica superior a la de 1919, el Tour de França més lent de la història. El 1919 sols 67 ciclistes van començar la carrera, però el 1920 augmenta fins a 113. Tot i que la guerra havia acabat les fàbriques de bicicletes eren incapaces de patrocinar als ciclistes tal com havien fet abans de la guerra, per la qual cosa es van agrupar sota el nom de La Sportive. Els ciclistes foren dividits en dues categories, la 1ère classe (primera classe), els professionals i la 2ème classe (segona classe), els aficionats. El 1919 Philippe Thys no estava bé físicament i no va poder ni acabar la primera etapa, cosa que va fer que fos ridiculitzat al diari. La resposta va ser entrenar dur a l'hivern per estar en millor forma l'any 1920.

## Recorregut
El Tour de França de 1920 va utilitzar el mateix format que es venia emprant des de 1910, i que continuaria fins al 1924: quinze etapes amb un recorregut superior als 5.000 km, seguint el perímetre de França, amb sortida i arribada a París.
Ais de Provença i Gex substitueixen Marsella i Ginebra com a viles que reben una etapa. Per quart cop el Tour s'inicia en direcció oest, per arribar a París per l'est.

## Desenvolupament de la cursa

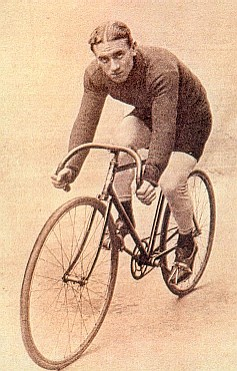
Philippe Thys, vencedor del Tour de França de 1920.

L'edició del Tour de França de 1920 és descrita com una edició avorrida. El temps fou molt calorós, i com en anys precedents durant les primeres etapes foren nombrosos els ciclistes que abandonaren. Així, després de la quarta etapa 65 dels 113 ciclistes havien deixat la cursa, quedant-ne sols 48. Els principals favorits francesos hagueren d'abandonar ben aviat: Jean Alavoine en la segona etapa, Francis Pélissier i Odile Defraye en la tercera i Eugène Christophe en la setena.
Louis Mottiat s'imposa a Le Havre i es vesteix amb el mallot groc. Jean Rossius, Philippe Thys, Félix Goethals i Émile Masson es classifiquen amb el mateix temps. A Cherbourg, Thys s'imposa en un grup de trenta ciclistes, mentre Henri Pélissier s'imposa a Brest en un grup de deu. Després de les tres primeres etapes Rossius, Thys, Masson i Goethals es trobaven empatats al capdavant de la classificació general amb el mateix temps, mentre Mottiat perd més d'una hora i mitja de camí fins a Brest. Pélissier també guanya la quarta etapa, amb final a les Sables-d'Olonne, en una nova arribada massiva, però durant la cinquena etapa és penalitzat amb dos minuts per un canvi de pneumàtic contrari al que estableix el reglament. Immediatament Pélissier s'atura i abandona la cursa. Desgrange comentà respecte a aquest abandonament que Pélissier no sap patir, ell mai guanyarà el Tour de França !. El 1923 guanyaria la cursa.
Les cinc primeres etapes finalitzaren amb un grup arribant junt a meta i fins a dotze de les quinze etapes finalitzaren d'aquesta manera. Això no va agradar gens a Henri Desgrange, organitzador de la cursa, el qual volia que els ciclistes correguessin de manera individual. Thys i Émile Masson passaren a compartir el liderat en acabar la cinquena etapa, prèvia a l'entrada als Pirineus, i que fou guanyada per Firmin Lambot. La sisena etapa, amb final a Luishon, després de creuar els colls de l'Aubisca, Tourmalet, Aspin i Pèira Sorda tornà a ser guanyada per Lambot, amb Thys controlant-lo de ben a prop i augmentant les diferències al capdavant de la classificació general. Les victòries de Jean Rossius i Louis Heusghem a Perpinyà i Ais no inquietaren en absolut a Thys, el qual avantatjava en prop d'una hora a Hector Heusghem, segon a la general, abans de començar les etapes alpines. Tot i que Hector Heusghem va guanyar la novena etapa, no va aconseguir temps respecte Thys, ja que arribà tercer en el mateix temps.
El mallot groc havia estat introduït el 1919, però el 1920 l'organització no havia entregat el mallot en les primeres vuit etapes. Després que Thys acabés com a líder en la novena etapa va rebre el mallot groc. Desgrange estava molt decebut amb la manca de lluita durant la cursa, cosa que el va dur a voler aturar la cursa després de la desena etapa, però fou convençut per no fer-ho.
Els belgues dominaren la cursa. Honoré Barthélémy fou el millor francès, en la vuitena posició. Barthélémy patí nombroses caigudes durant la cursa que li provocaren una fractura al canell i li dislocaren l'espatlla. Barthélémy modificà el manillar per tal de poder pedalejar, ja que no podia moure l'esquena. Quan arribà a París, fou rebut com un heroi pel públic francès.
La cursa fou guanyada pel belga Thys, el qual va estar present en totes les escapades de la cursa, acabant entre els cinc primers en cada etapa, guanyant quatre etapes i sent segon en set més. Amb aquesta victòria s'embutxacà 21.660 francs, mentre el segon classificat, H. Heusghein, no arribava a 10.000.

## Resultats

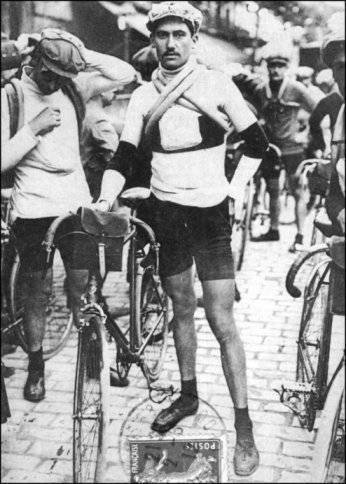
Henri Pélissier, que guanyà la tercera i quarta etapa del Tour de 1920, abandonà la cursa en la cinquena etapa.

### Etapes
| Etapa | Data         | Recorregut                   | Km  | Vencedor d'etapa      | Líder de la general |
| ----- | ------------ | ---------------------------- | --- | --------------------- | ------------------- |
| 1a    | 27 de juny   | París - Le Havre             | 388 | Louis Mottiat (BEL)   | Louis Mottiat (BEL) |
| 2a    | 29 de juny   | Le Havre - Cherbourg         | 364 | Philippe Thys (BEL)   | Philippe Thys (BEL) |
| 3a    | 1 de juliol  | Cherbourg - Brest            | 405 | Henri Pélissier (FRA) | Philippe Thys (BEL) |
| 4a    | 3 de juliol  | Brest - Les Sables d'Olonne  | 412 | Henri Pélissier (FRA) | Philippe Thys (BEL) |
| 5a    | 5 de juliol  | Les Sables d'Olonne - Baiona | 482 | Firmin Lambot (BEL)   | Philippe Thys (BEL) |
| 6a    | 7 de juliol  | Baiona - Luishon             | 326 | Firmin Lambot (BEL)   | Philippe Thys (BEL) |
| 7a    | 9 de juliol  | Luishon - Perpinyà           | 323 | Jean Rossius (BEL)    | Philippe Thys (BEL) |
| 8a    | 11 de juliol | Perpinyà - Ais de Provença   | 325 | Louis Heusghem (BEL)  | Philippe Thys (BEL) |
| 9a    | 13 de juliol | Ais de Provença - Niça       | 356 | Philippe Thys (BEL)   | Philippe Thys (BEL) |
| 10a   | 15 de juliol | Niça - Grenoble              | 333 | Hector Heusghem (BEL) | Philippe Thys (BEL) |
| 11a   | 17 de juliol | Grenoble - Gex               | 362 | Léon Scieur (BEL)     | Philippe Thys (BEL) |
| 12a   | 19 de juliol | Gex - Estrasburg             | 354 | Philippe Thys (BEL)   | Philippe Thys (BEL) |
| 13a   | 21 de juliol | Estrasburg - Metz            | 300 | Philippe Thys (BEL)   | Philippe Thys (BEL) |
| 14a   | 23 de juliol | Metz - Dunkerque             | 433 | Félix Goethals (FRA)  | Philippe Thys (BEL) |
| 15a   | 25 de juliol | Dunkerque - París            | 340 | Jean Rossius (BEL)    | Philippe Thys (BEL) |

1. ↑  Després de la primera etapa Mottiat, Rossius, Thys, Goethals i Masson tenen el mateix temps. Mottiat és considerat el líder per haver guanyat l'etapa.
2. ↑  Després de la segona etapa Mottiat, Rossius, Thys, Goethals i Masson tenen el mateix temps. En algunes classificacions comparteixen el liderat, mentre en d'altres Thys és el líder per tenir millor posicions en la suma d'etapes.
3. ↑  Després de la tercera etapa Rossius, Thys, Goethals i Masson tenen el mateix temps. En algunes classificacions comparteixen el liderat, mentre en d'altres Thys és el líder per tenir millor posicions en la suma d'etapes.
4. 1 2  Després de la quarta i cinquena etapes Thys i Masson tenen el mateix temps. En algunes classificacions comparteixen el liderat, mentre en d'altres Thys és el líder per tenir millor posicions en la suma d'etapes.

### Classificació general
La classificació general és calculada per la suma dels diferents temps parcials, sent el vencedor el ciclista que inverteix menys temps en fer el recorregut.
| Classificació General | Classificació General   | Classificació General | Classificació General | Classificació General |
| Pos.                  | Ciclista                | Categoria             | Temps                 |                       |
| --------------------- | ----------------------- | --------------------- | --------------------- | --------------------- |
| 1                     | Philippe Thys (BEL)     | 1                     | 231h 07' 15"          |                       |
| 2                     | Hector Heusghem (BEL)   | 1                     | + 57' 21"             |                       |
| 3                     | Firmin Lambot (BEL)     | 1                     | +1 h 39' 35"          |                       |
| 4                     | Leon Scieur (BEL)       | 1                     | + 1h 44' 58"          |                       |
| 5                     | Émile Masson (BEL)      | 1                     | + 2h 56' 52"          |                       |
| 6                     | Louis Heusghem (BEL)    | 1                     | + 3h 40' 47"          |                       |
| 7                     | Jean Rossius (BEL)      | 1                     | + 3h 49' 55"          |                       |
| 8                     | Honore Barthelemy (FRA) | 1                     | + 5h 35' 19"          |                       |
| 9                     | Félix Goethals (FRA)    | 1                     | + 9h 23' 07"          |                       |
| 10                    | Joseph Vandaele (BEL)   | 1                     | + 10h 45' 41"         |                       |